# Maryna Viazovska

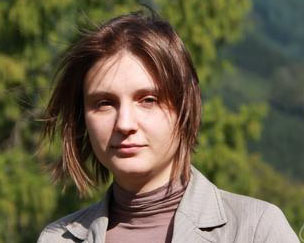
Maryna Viazovska, 2013

Maryna Viazovska (ukrainisch Марина Сергіївна Вязовська/Maryna Serhijiwna Wjasowska; * 2. November 1984 oder 2. Dezember 1984 in Kiew, Ukrainische SSR) ist eine ukrainische Mathematikerin. 2016 erzielte sie einen wissenschaftlichen Durchbruch in der Theorie dichtester Kugelpackungen. Seit 2018 ist sie Professorin an der École polytechnique fédérale de Lausanne (EPFL) auf dem Lehrstuhl für Zahlentheorie. Sie wurde 2022 mit einer Fields-Medaille ausgezeichnet.

## Karriere
Bereits mit 12 Jahren beteiligte sich Maryna erfolgreich an Schul-Mathematik-Olympiaden. Viazovska studierte an der Nationalen Taras-Schewtschenko-Universität Kiew mit dem Kandidatenabschluss 2010 (entsprechend einer Promotion). 2007 erhielt sie ihr Diplom an der Universität Kaiserslautern bei Gerhard Pfister (Berechnung der Weierstraß-Halbgruppe für Singularitäten von Raumkurven) und wurde 2013 an der Universität Bonn bei Don Zagier zum Dr. rer. nat. promoviert (Modular functions and special cycles). Als Post-Doktorandin war sie an der Humboldt-Universität Berlin. Ende 2016 wurde sie zur Assistenzprofessorin (tenure track) ernannt und 2018 erhielt sie eine volle Professur an der École polytechnique fédérale de Lausanne (EPFL) in Lausanne. Hier hat sie den Lehrstuhl für Zahlentheorie am Institut für Mathematik inne.
In ihrer Doktorarbeit befasste sie sich mit Modulformen und analytischer Zahlentheorie. Weitere Arbeitsgebiete sind Approximation von Funktionen und Diskrete Geometrie, sie veröffentlichte auch in Festkörperphysik (Supraleiter).
Zusammen mit Andrij Bondarenko und Danylo Radchenko bewies sie 2013 eine Vermutung von Jacob Korevaar und J. L. H. Meyers über die Existenz sphärischer t-Designs. Noch im gleichen Jahr, 2013 erhielt Bondarenko dafür den Vasil-A.-Popov-Preis für Approximationstheorie. Ein sphärischer t-Design ist eine Menge von N Punkten auf der Einheitssphäre in d Dimensionen, sodass der Mittelwert jedes Polynoms vom Grad {\displaystyle \leq t} auf den Punkten gleich dem Mittelwert des Polynoms auf der Einheitssphäre ist.
2016 kündigte Maryna Viazovska einen Beweis an, dass die Packung zum Wurzelsystem der exzeptionellen Liegruppe {\displaystyle E_{8}} die dichteste Kugelpackung (nicht nur unter Gitterpackungen, sondern auch unter Nicht-Gitterpackungen) in acht Dimensionen ist und bald darauf bewies sie mit Kollegen, dass das Leech-Gitter in 24 Dimensionen die dichteste Packung liefert. Nach dem Beweis war lange gesucht worden. Für die Vermutung, dass diese Gitter in ihren jeweiligen Dimensionen optimal waren, lag umfangreiche numerische Unterstützung vor, insbesondere durch obere Grenzen für optimale Kugelpackungen von Noam Elkies und Henry Cohn von 2003, die speziell für die Dimensionen 8 und 24 zeigten, dass die E8- bzw. Leech-Gitter den Schranken sehr nahe kommen, was durch numerische Rechnungen von Cohn und Abhinav Kumar weiter gestützt wurde. Nach der Abschätzung von Elkies und Cohn suchte man nach geeigneten Hilfsfunktionen, aus deren Existenz ein Beweis folgen sollte. Der Beweis von Viazovska benutzt die Theorie der Modulformen und ist nach Aussage von Peter Sarnak überzeugend und erstaunlich einfach.

## Sphären-Packungsproblem in der 8. Dimension
Sei {\displaystyle \mathbb {R} ^{d}} der euklidische Raum mit einer Metrik {\displaystyle \|\cdot \|} und {\displaystyle \operatorname {Vol} (\cdot )} das Lebesgue-Maß. Weiter sei {\displaystyle X\subset \mathbb {R} ^{d}} eine diskrete Menge mit {\displaystyle \|x-y\|\geq 2} für alle distinkten {\displaystyle x,y\in X}. Die Vereinigung {\displaystyle {\mathcal {P}}} von offenen Bällen mit Radius {\displaystyle r=1}
{\displaystyle {\mathcal {P}}:=\bigcup \limits _{x\in X}B_{d}(x,1)}
nennt man Sphärische-Packung. Wenn {\displaystyle X} ein Gitter ist, nennt man {\displaystyle {\mathcal {P}}} eine Sphärische-Gitter-Packung.
Viazovska bewies, dass für {\displaystyle d:=8} das Supremum über allen Dichten (die Limites-Superiore) einer Sphärischen-Packung gleich der Dichte der {\displaystyle E_{8}}-Sphärische-Gitter-Packung ist (dessen Wert auf der rechten Seite der Gleichung steht)
{\displaystyle \sup \limits _{{\mathcal {P}}\subset \mathbb {R} ^{8}}\left(\limsup _{r\to \infty }{\frac {\operatorname {Vol} ({\mathcal {P}}\cap B_{8}(0,r))}{\operatorname {Vol} (B_{8}(0,r))}}\right)={\frac {\pi ^{4}}{384}}.}

## Auszeichnungen
- 2016: Salem-Preis
- 2017: Clay Research Award
- 2017: European Prize in Combinatorics
- 2017: SASTRA Ramanujan Prize (2019 war sie selbst in dessen Preiskomitee)
- 2018: New Horizons in Mathematics Prize
- 2019: Ruth Lyttle Satter Prize
- 2019: Fermat-Preis
- 2020: Wahl zum Ehrenmitglied der London Mathematical Society[15]
- 2020/21: EMS-Preis (Vortrag: The magic of dimensions 8 and 24)[16]
- 2020: Nationaler Latsis-Preis des Schweizerischen Nationalfonds[17]
- Juli 2021: Gauß-Vorlesung
- 2022: Fields-Medaille
- 2022: 100 Women (BBC)
- 2023: Carl-Friedrich-Gauß-Medaille
- 2024: Aufnahme in der Sektion Mathematik in die Nationale Akademie der Wissenschaften Leopoldina
- 2025 Mitglied der National Academy of Sciences

## Schriften
- Maryna Viazovska, Andriy Bondarenko, Danylo Radchenko: Optimal asymptotic bounds for spherical designs. In: Annals of Mathematics. Second Series, Band 178, 2013, S. 443–452, Preprint 2010 auf arxiv.org
- The sphere packing problem in dimension 8. In: Annals of Mathematics. Band 185, 2017, S. 991–1015, Preprint 2016 auf arxiv.org
- Mit Henry Cohn, Abhinav Kumar, Stephen D. Miller, Danylo Radchenko: The sphere packing problem in dimension 24. In: Annals of Mathematics. Band 185, 2017, S. 1017–1033, Preprint 2016 auf arxiv.org
- Mit Danylo Radchenko: Fourier interpolation on the real line. In: Publ. Math. Inst. Hautes Études Sci. Band 129, 2019, S. 51–81.
- Mit Andrew Bakan, Haakan Hedenmalm, Alfonso Montes-Rodriguez, Danylo Radchenko: Fourier uniqueness in even dimensions. In: Proc. Natl. Acad. Sci. USA. Band 118, 2021, Nr. 15, Paper No. 2023227118, 4 pp.
- Mit Henry Cohn, Abhinav Kumar, Stephen D. Miller, Danylo Radchenko: Universal optimality of the E8 and Leech lattices and interpolation formulas. Preprint 2019 auf arxiv.org